# 3013 Dobrovoleva
3013 Dobrovoleva è un asteroide della fascia principale del diametro medio di circa 11,02 km. Scoperto nel 1979, presenta un'orbita caratterizzata da un semiasse maggiore pari a 2,3599778 UA e da un'eccentricità di 0,1397331, inclinata di 3,66428° rispetto all'eclittica.
L'asteroide è intitolato a Oleg Vail'evich Dobrovol'skij, astrofisico sovietico noto per le sue ricerche sulla fisica delle comete.